# Broussonetia zeylanica
Broussonetia zeylanica là một loài thực vật có hoa trong họ Moraceae. Loài này được (Thwaites) Corner mô tả khoa học đầu tiên năm 1962.